# Rahel Varnhagen
Rahel Antonie Friederike Varnhagen ( alemão: [ˈʁaːɛl ˈfaʁnhaːɡən] ), nascida Levin, mais tarde Robert (Berlim, Alemanha, 19 de maio de 1771 - Berlim, Alemanha, 7 de março de 1833)   foi uma escritora alemã que hospedou um dos salões mais proeminentes da Europa durante o final do século XVIII e início do século XIX. Ela é o tema de uma biografia célebre, Rahel Varnhagen: The Life of a Jewess (1957), escrita por Hannah Arendt. Arendt estimava Varnhagen como sua "amiga mais próxima, embora ela já estivesse morta há algumas centenas de anos". O asteróide 100029 Varnhagen é nomeado em sua homenagem.

## Vida e Obras
Rahel Antonie Friederike Levin nasceu em uma família judia em Berlim. Seu pai, um joalheiro rico, era um homem obstinado que governava sua família despoticamente. Ela se tornou amiga íntima de Dorothea e Henriette, as filhas do filósofo Moses Mendelssohn. Por meio deles conheceu Henriette Herz, com quem se tornaria mais intimamente associada ao longo de sua vida, movendo-se nas mesmas esferas intelectuais. Junto com Henriette Herz e sua prima, Sara Grotthuis, ela hospedou um dos mais famosos salões de Berlim dos anos 1800. Sua casa se tornou o ponto de encontro de artistas, poetas e intelectuais como Schlegel, Schelling, Steffens, Schack, Schleiermacher, Alexander e Wilhelm von Humboldt, Motte Fouqué, Barão Brückmann, Ludwig Tieck, Jean Paul e Friedrich Gentz. Durante uma visita a Carlsbad em 1795, ela foi apresentada a Goethe, com quem ela se encontrou novamente em Frankfurt am Main em 1815.
Depois de 1806, ela morou em Paris, Frankfurt am Main, Hamburgo, Praga e Dresden. Esse período foi de infortúnio para a Alemanha ; A Prússia foi reduzida a um pequeno reino e seu rei estava no exílio. Sociedades secretas foram formadas em todas as partes do país com o objetivo de derrubar a tirania de Napoleão. A própria Levin pertencia a uma dessas sociedades.

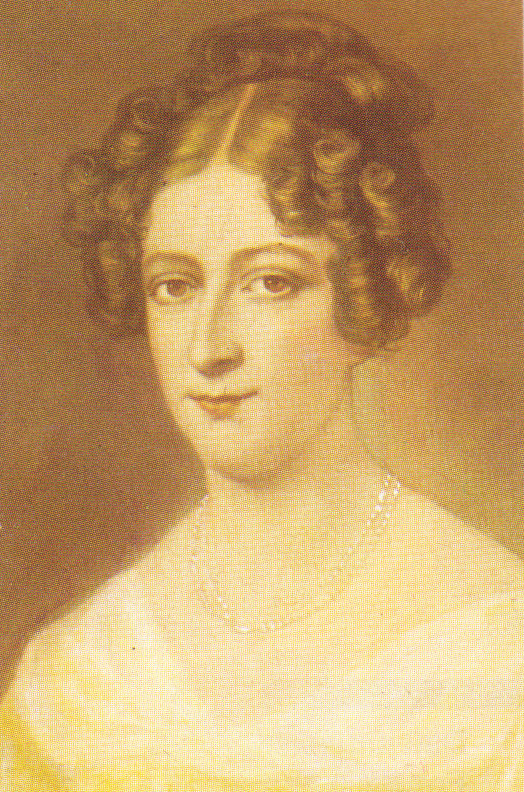
Retrato de Rahel Varnhagen von Ense por volta de 1800, feito por Moritz Michael Daffinge.

Em 1814, ela se casou com o biógrafo Karl August Varnhagen von Ense em Berlim, depois de ter se convertido ao cristianismo - isso também a tornou sua cunhada da poetisa Rosa Maria Assing. Na época de seu casamento, seu marido, que havia lutado no exército austríaco contra os franceses, pertencia ao corpo diplomático prussiano, e sua casa em Viena tornou-se um ponto de encontro para delegados prussianos no Congresso de Viena. Em 1815, ela acompanhou o marido a Viena e depois a Karlsruhe em 1816, onde ele se tornou representante prussiano. Ela voltou a Berlim em 1819, quando seu marido se aposentou da posição diplomática.
Embora nunca tenha sido autora de um livro importante, Rahel Varnhagen é lembrada tanto pela intensidade quanto pela variedade de sua correspondência. Seis mil cartas sobreviveram, de cerca de dez mil cartas escritas por ela ao longo de sua vida. Alguns de seus ensaios foram publicados em Das Morgenblatt, Das Schweizerische Museum e Der Gesellschafter; em 1830, seu Denkblätter einer Berlinerin foi publicado em Berlim. Seu marido, Karl August, editou e publicou sua correspondência vinte anos após sua morte. Sua correspondência com David Veit e com Karl August foi publicada em Leipzig, em 1861 e 1874-1875, respectivamente.
Rahel Varnhagen morreu em Berlim em 1833. Seu túmulo está localizado no Dreifaltigkeitsfriedhof I Berlin-Kreuzberg. Seu marido publicou dois volumes memoriais após sua morte, contendo seleções de seu trabalho: Rahel, ein Buch des Andenkens für ihre Freunde (Rahel, um livro memorial para seus amigos; 3 vols., 1834; nova edição, 1903) e Galerie von Bildnissen aus Rahels Umgang (Galeria de retratos do círculo de Rahel; 2 vols., 1836).

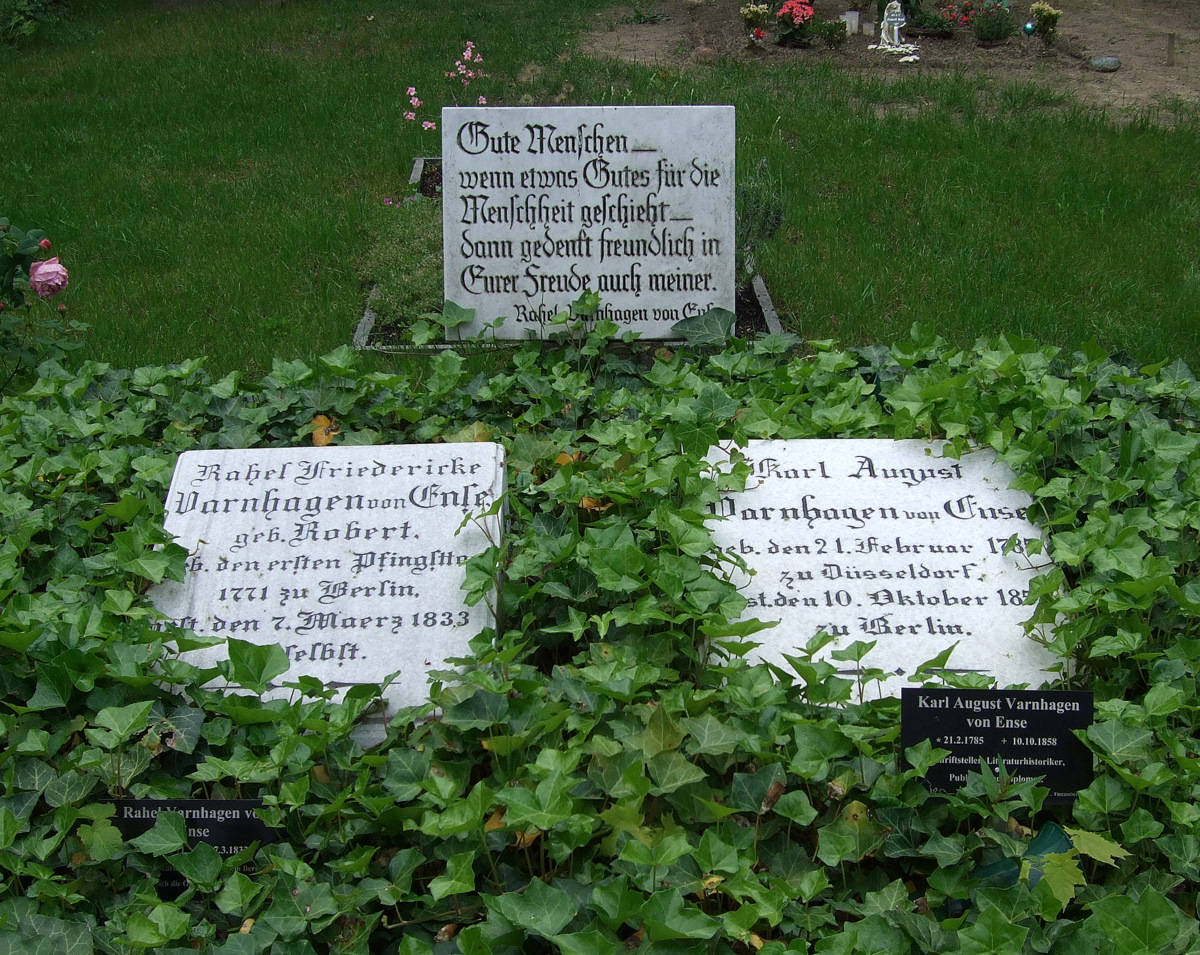
O túmulo de Rahel Varnhagen em Berlim

## Relações com o Judaísmo
De acordo com a Enciclopédia Judaica (1906), "Rahel sempre demonstrou o maior interesse por seus antigos correligionários, esforçando-se por palavras e ações para melhorar sua posição, especialmente durante a explosão antissemita na Alemanha em 1819. No dia de seu funeral, Varnhagen enviou uma soma considerável de dinheiro para os judeus pobres de Berlim. "
Amos Elon escreveu sobre Rahel Varnhagen em seu livro de 2002, A Piedade de Tudo: Uma História dos Judeus na Alemanha, 1743-1933:
Ela odiava sua origem judia e estava convencida de que isso havia envenenado sua vida. Durante grande parte de sua vida adulta, ela foi o que mais tarde seria chamado de self-hating. Seu desejo primordial era se libertar das algemas de seu nascimento; já que, como ela pensava, ela havia sido "expulsa do mundo" por suas origens, ela estava determinada a escapar delas. Ela nunca realmente teve sucesso. Em 1810, ela mudou seu sobrenome para Robert. E em 1814, depois que sua mãe morreu, ela se converteu. Mas suas origens continuaram a assombrá-la, mesmo em seu leito de morte. . . . Ela considerava suas origens "uma maldição, um sangramento lento até a morte". . . . A ideia de que, como judia, sempre foi exigido que ela fosse excepcional - e continuasse provando isso o tempo todo - era repugnante para ela. “Como é lamentável sempre ter que me legitimar! É por isso que é tão nojento ser judeu." 
O marido de Rahel publicou um relato de sua cena no leito de morte, que Amos Elon descreveu como "estilizada e possivelmente exagerada", incluindo suas supostas últimas palavras:
Que história! Um fugitivo do Egito e da Palestina, aqui estou eu e procuro ajuda, amor, acolhimento em vocês. Com verdadeiro êxtase penso nessas minhas origens e em todo esse nexo do destino, através do qual as memórias mais antigas da raça humana ficam lado a lado com os últimos desenvolvimentos. . . Aquilo que toda a minha vida me pareceu a maior vergonha, que foi a miséria e o infortúnio da minha vida - ter nascido judia - isso eu, de modo algum, desejaria agora ter perdido.
O poeta Ludwig Robert era seu irmão, e ela se correspondia extensivamente com ele. Sua irmã Rosa era casada com Karel Asser. Ludmilla Assing e Ottilie Assing eram suas sobrinhas.